# Evangelische Kirche (Bechlingen)

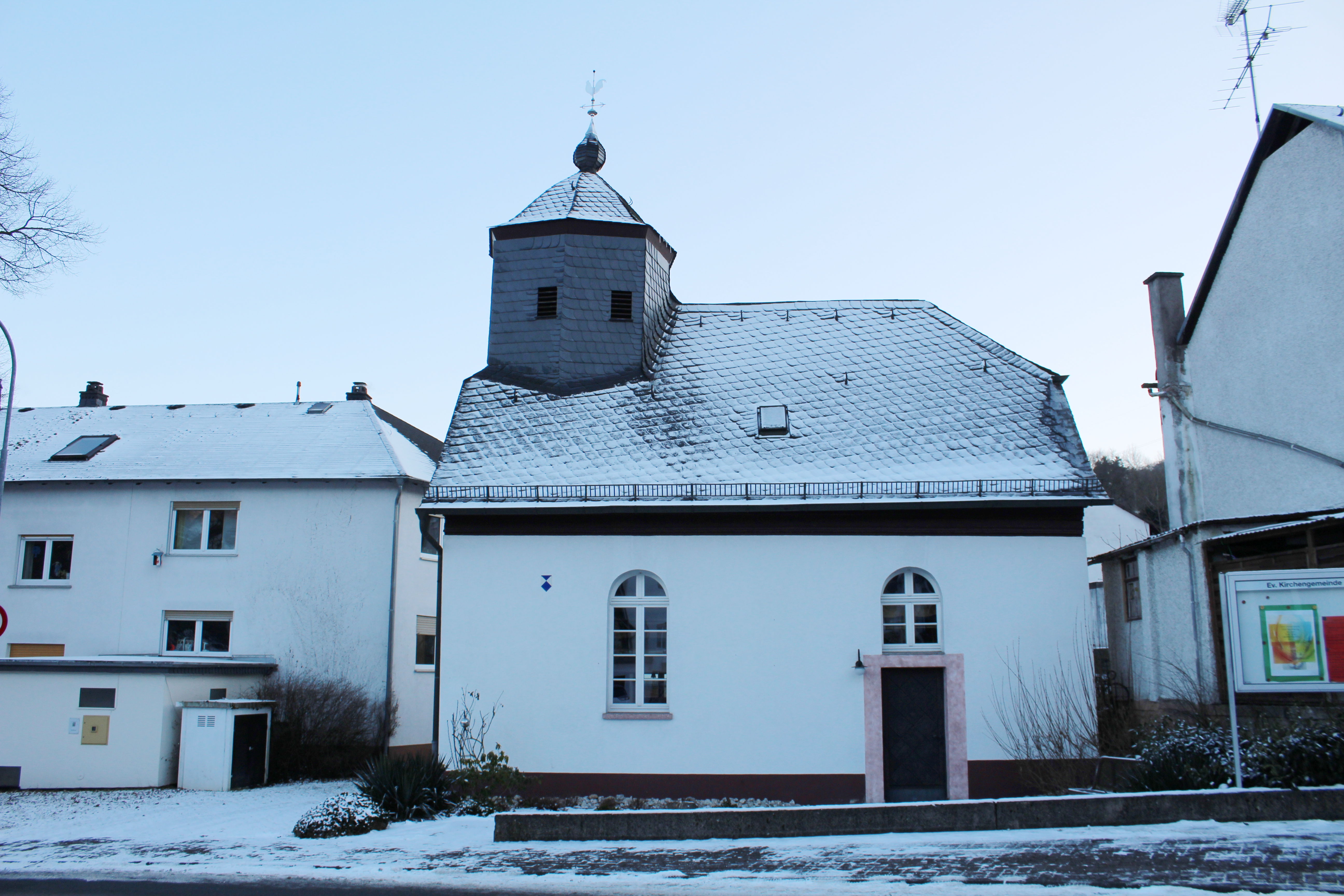
Kirche von Norden

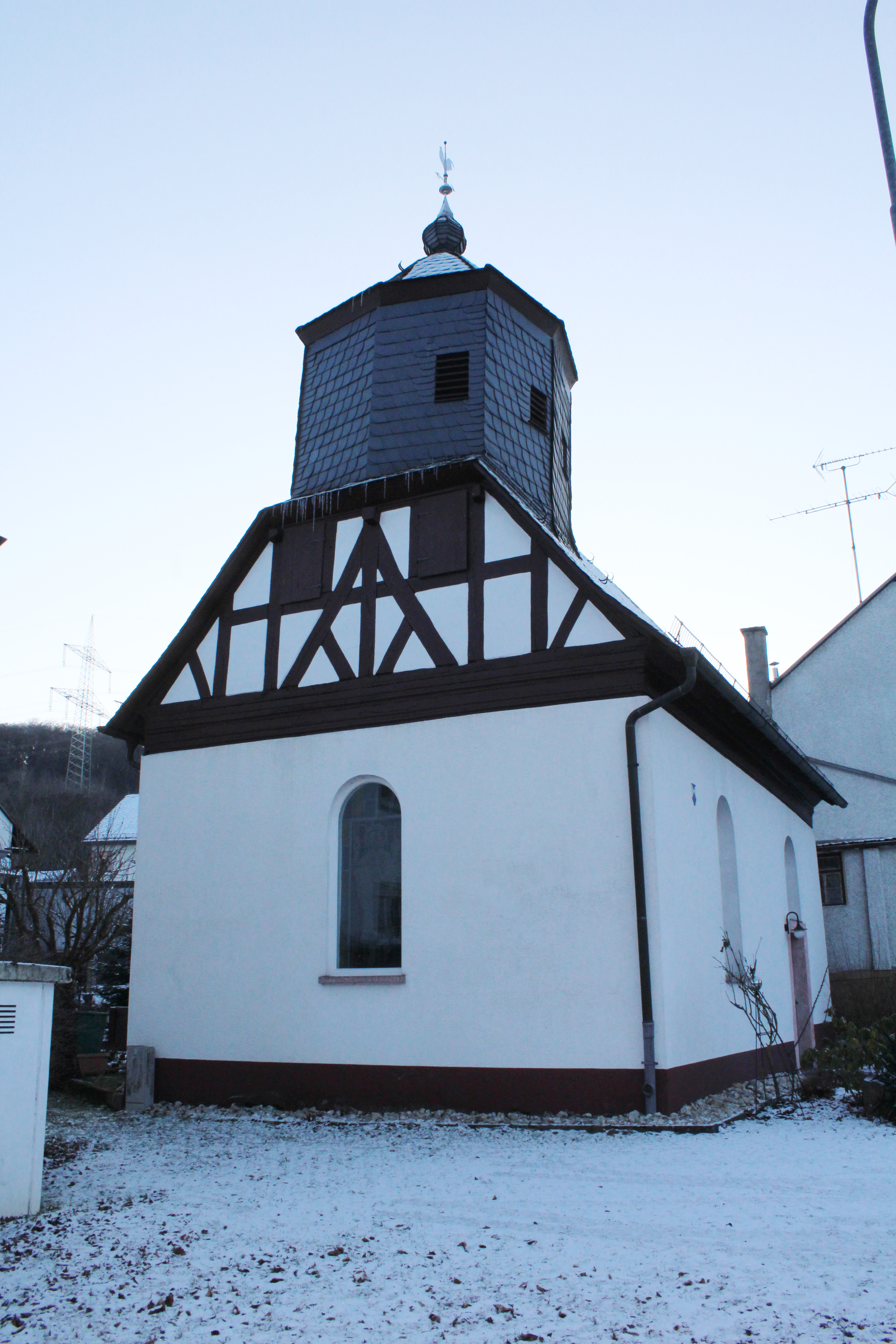
Fachwerk im Ostgiebel

Die Evangelische Kirche in Bechlingen, einem Stadtteil von Aßlar im  Lahn-Dill-Kreis (Mittelhessen), ist eine kleine, im Kern gotische Saalkirche. Ihr heutiges Aussehen geht auf einen barocken Umbau im Jahr 1713 zurück. Das Schopfwalmdach hat einen oktogonalen Dachreiter und Fachwerkgiebel. Die denkmalgeschützte Kirche ist aufgrund ihrer geschichtlichen und städtebaulichen Bedeutung hessisches Kulturdenkmal.

## Geschichte
Über die ältere Kirchengeschichte Bechlingens ist wenig überliefert. Erstmals wird 1350 eine Kirche erwähnt. Sie gehörte zum Kirchspiel Dillheim, das insgesamt ein Dutzend Ortschaften umfasste. Das Kirchspiel war im ausgehenden Mittelalter dem Archipresbyterat Wetzlar im Archidiakonat St. Lubentius Dietkirchen im Bistum Trier zugeordnet. Das Kirchenpatronat lag bei den Grafen von Solms-Braunfels.
Ab 1524 hielt die Reformation unter dem Dillheimer Pfarrer Johannes Zaunschliffer Einzug. Graf Philipp von Solms-Braunfels führte die evangelische Lehre 1556 offiziell ein. 1568 wurden fünf Dörfer aus dem Kirchspiel Dillheim ausgelagert und zum Kirchspiel Kölschhausen zusammengefasst. Bechlingen, Breitenbach, Dreisbach und Niederlemp sind seitdem Filialorte von Kölschhausen. 1582 führte Graf Konrad von Solms-Braunfels das reformierte Bekenntnis ein.
Im Jahr 1713 ließ Gräfin Anna von Solms-Greifenstein von Schloss Werdorf die Bechlinger Kirche renovieren und mit Rundbogenfenstern und einem Dachreiter barockisieren. Im Jahr 1752 goss vermutlich Philipp Schweizer eine Glocke und 1784 Nicolaus Bernhard eine zweite Glocke. Im Jahr 1868 folgte der Einbau einer gusseisernen Treppe für die Empore, dem sich 1870 eine Renovierung der Kirche anschloss. Bei der Renovierung 1956 wurde nach Trockenlegung der Kirche der Boden mit neuen Fliesen belegt und lose Stühle ersetzten die Kirchenbänke. Bei der Innen- und Außenrenovierung 1977/1978 wurden die Wände wegen ihrer Feuchtigkeit mit Holz verkleidet, was 1998 wieder rückgängig gemacht wurde.
Die Kirchengemeinde Kölschhausen mit ihren Filialgemeinden gehört zum Evangelischen Kirchenkreis an Lahn und Dill in der Evangelischen Kirche im Rheinland.

## Architektur

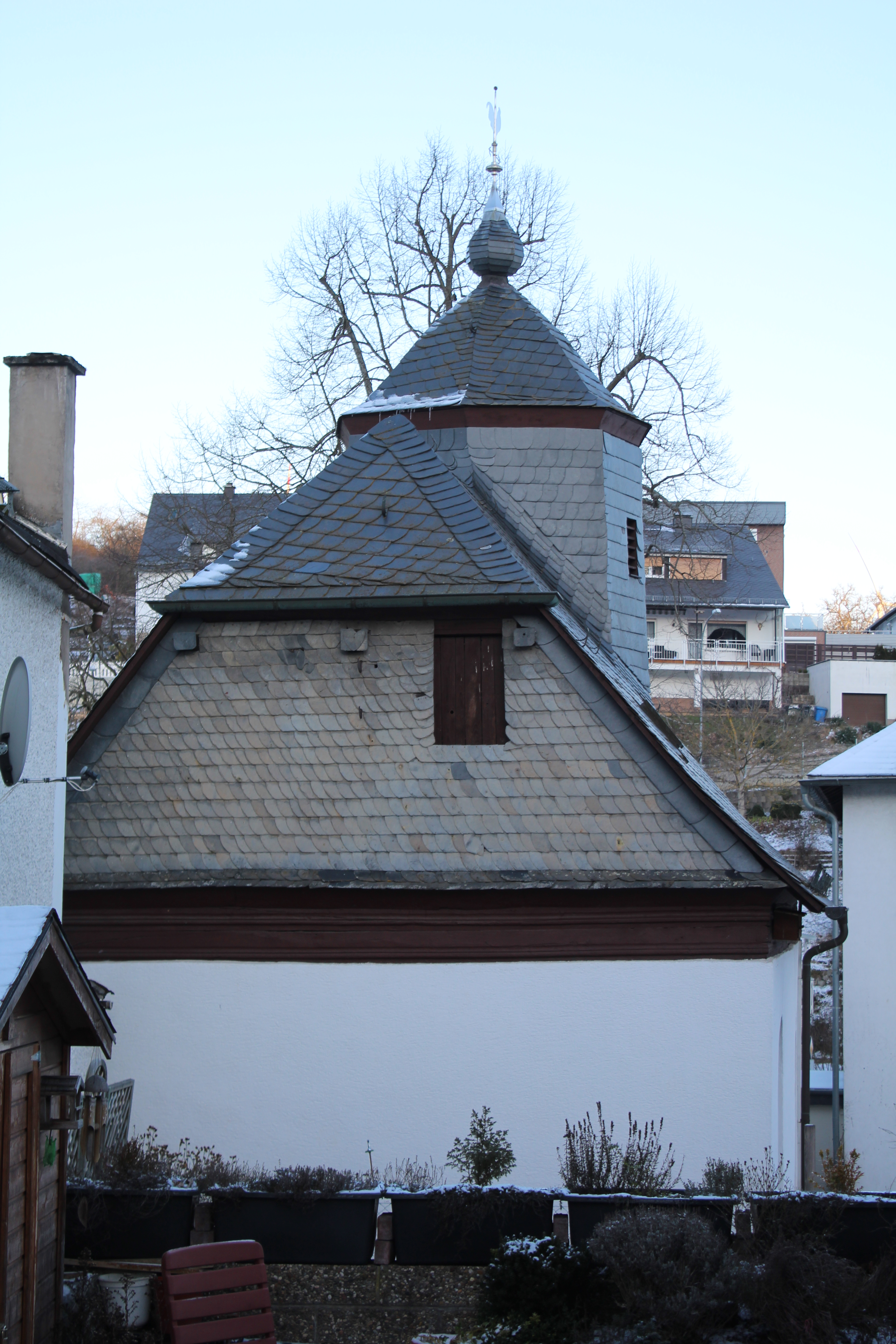
Ansicht von Westen

Der weiß verputzte, in etwa geostete Saalbau ist im Ortszentrum errichtet. Er wird von einem verschieferten Schopfwalmdach bedeckt, dem im Osten ein verschieferter oktogonaler Dachreiter aufgesetzt ist. Der Dachreiter hat kleine rechteckige Schallöffnungen für das Geläut und wird von einem großen verschieferten Turmknauf, einem verzierten Kreuz und einem Wetterhahn bekrönt. Die Giebelflächen sind über einem Holzaufbau in Fachwerkweise ausgeführt. Das westliche Giebel ist verschindelt; hier ist eine hochrechteckige Holztür eingelassen.
Die Kirche wird an der Straßenseite im Norden durch ein hochrechteckiges Portal erschlossen, dessen Umrahmung sandsteinfarben bemalt ist. Sie wird durch hohe Rundbogenfenster mit Sprossengliederung belichtet: je zwei an den Langseiten und ein Ostfenster. Das westliche der beiden Nordfenster ist über dem Portal eingelassen. Das östliche Bleiglasfenster zeigt den Auferstandenen; die Westseite ist fensterlos.

## Ausstattung

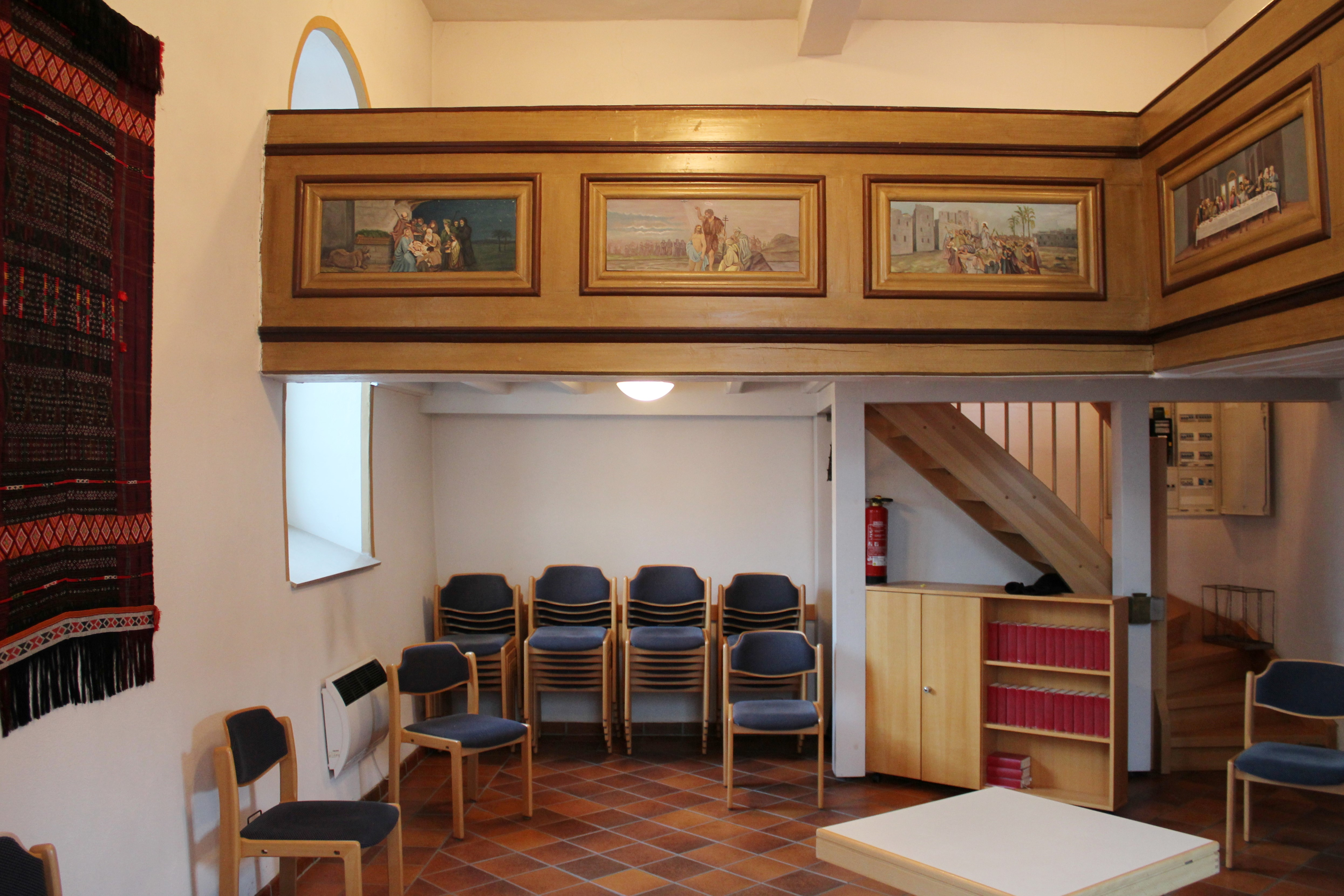
Blick auf die Empore

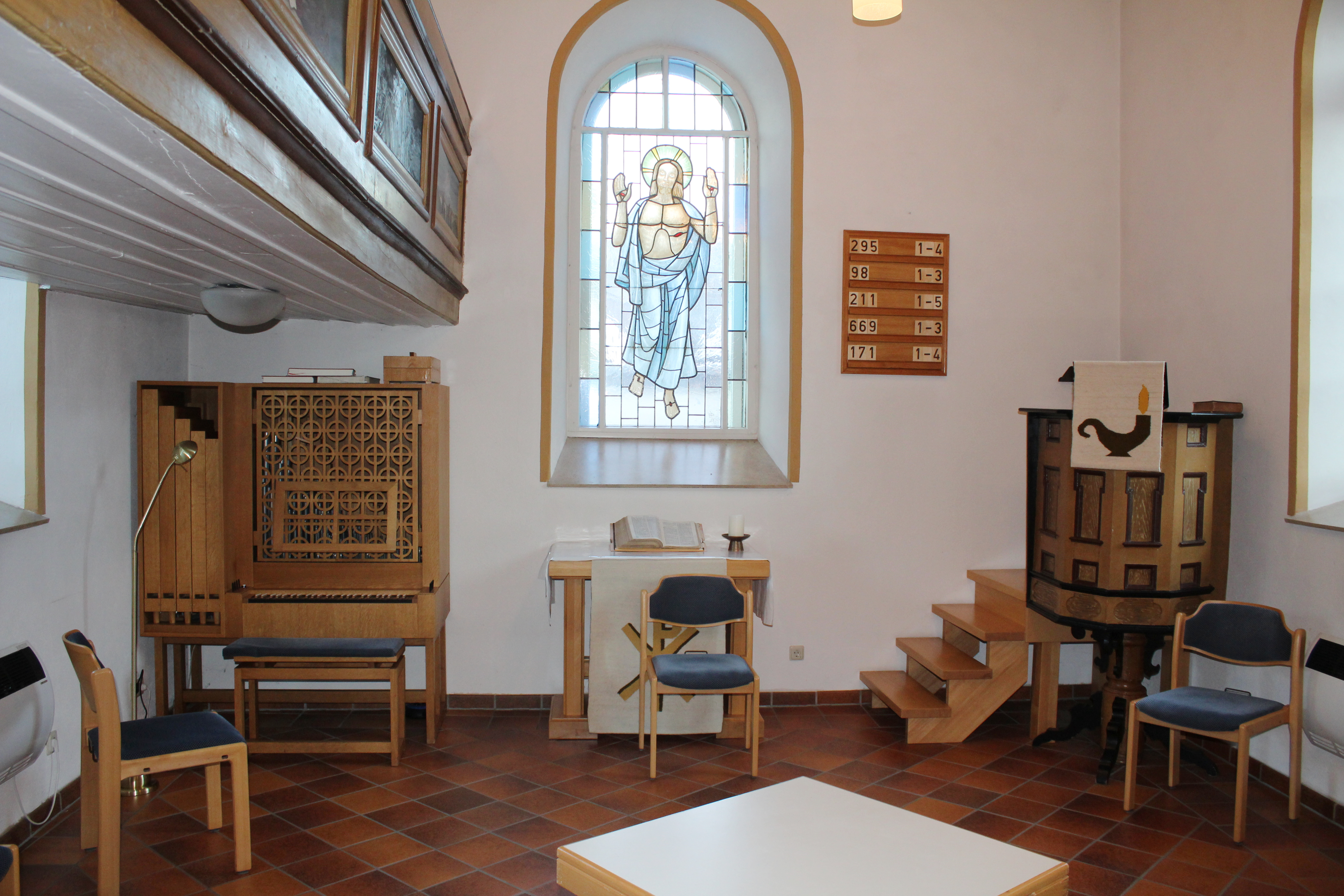
Innenraum nach Osten

Der Innenraum wird von einer Flachdecke überspannt, die auf einem Längsunterzug ruht. Der Boden ist mit quadratischen, ocker-braunen Fliesen belegt. Die Kirchenausstattung ist schlicht gestaltet.
Im Nordwesten ist eine Winkelempore aus Holz eingebaut, die über eine hölzerne Treppe zugänglich ist. Die Brüstung hat im Westen drei und im Norden vier querrechteckige Füllungen. Sie tragen Malereien von Ottomar Wejnar aus dem Jahr 1956, die teils historische Vorbilder haben und Szenen aus dem Leben Jesu darstellen. Die Westempore zeigt die Geburt und die Taufe Jesu sowie den Einzug in Jerusalem und die Nordempore die Abendmahlsszene (nach da Vinci), Getsemane, Kreuzigung und Himmelfahrt Jesu.
Ebenerdig in der Nordostecke der Kirche ist ein Orgelpositiv aufgestellt. Vor dem Ostfenster steht ein hölzerner Tisch als Altar. In der Südostecke ist die polygonale Holzkanzel des 17. Jahrhunderts errichtet, deren Kanzelfelder viereckige Füllungen haben. Als Sitzplätze dienen gepolsterte Stühle, die die früheren Kirchenbänke ersetzen.

## Orgel

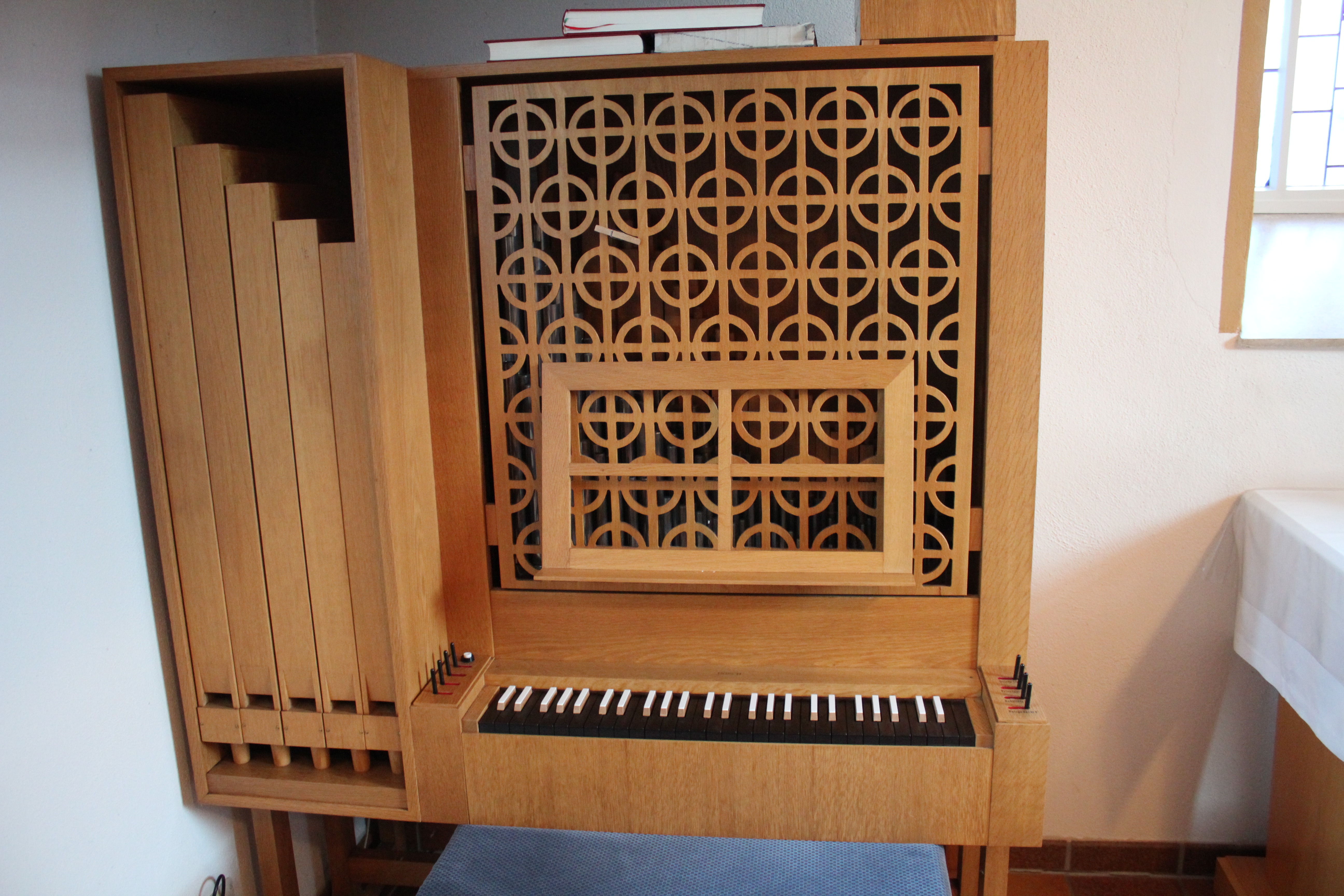
Bosch-Orgel

Im Jahr 1716 schloss die Gemeinde mit Orgelbauer Grieb aus Griedel einen Vertrag über eine pedallose Orgel mit siebeneinhalb Registern auf einem Manual. Im Nachhinein erschien der Gemeinde das Instrument für die kleine Kirche zu groß, sodass eine Aufstellung in Weckesheim im Tausch mit dem dortigen Orgelpositiv erwogen wurde. Unklar ist, ob es zu diesem Tausch tatsächlich kam. 1897 wurde ein Pedalharmonium aufgestellt.
Ein pedalloses Orgelpositiv der Firma Werner Bosch Orgelbau (Kassel) begleitet seit den 1990er Jahren den Gemeindegesang. Alle vier Register sind geteilt. Die Disposition lautet wie folgt:
| I Manual C–f3   |       |
| Holzgedackt B/D | 8′    |
| Rohrflöte B/D   | 4′    |
| Principal B/D   | 2′    |
| Quinte B/D      | 1 ⁄3′ |